# Juan Julián Elola Ramón

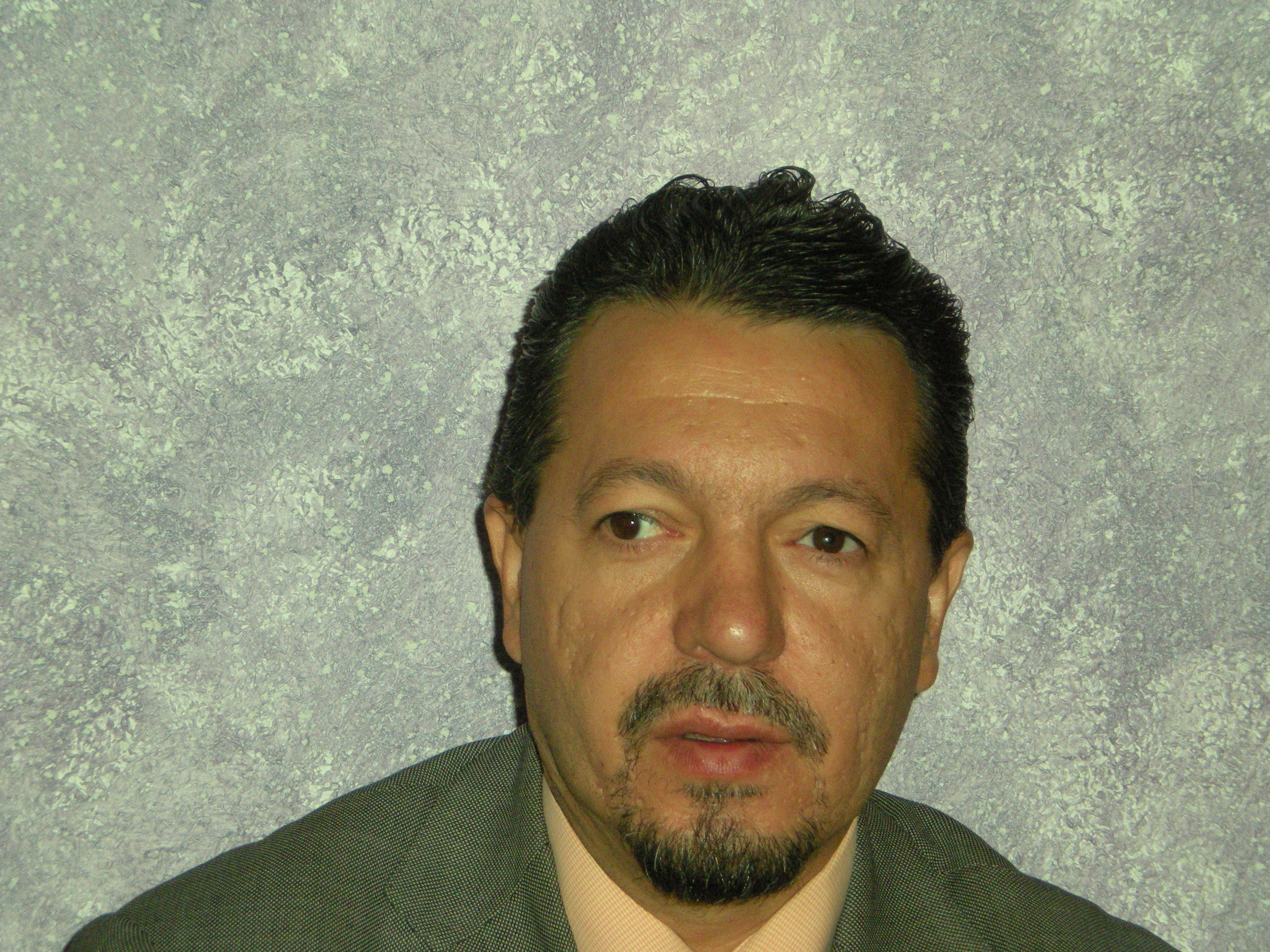
Juan Julián Elola Ramón

Juan Julián Elola Ramón (Madrid, España, 25 de julio de 1967) es un político español del PSOE. De profesión médico laboral, fue miembro del Grupo Parlamentario Socialista en el Congreso de los Diputados y diputado por Madrid en la VIII Legislatura (2004-2008) y en la IX (2008-2011). Fue el Secretario General de la Agrupación Socialista de Vicálvaro entre los años 2000 y 2008. Como profesional ha colaborado en el ámbito de la medicina del laboral entre otras entidades con el Ministerio de Justicia, con la Universidad Carlos III de Madrid y con el CSIC (Centro Superior de Investigaciones Científicas). En 2005 recibió el Premio El Distrito por su lucha desde el parlamento español por restablecer las comunicaciones de Vicálvaro con Madrid.
Durante su permanencia en el Congreso participó como ponente en la Ley de Investigación Biomédica y tuvo varias intervenciones relacionadas con el desarrollo en 2005 de la ley del tabaco (Ley de medidas sanitarias frente al tabaquismo y reguladora de la venta, el suministro, el consumo y la publicidad de los productos del tabaco) 
Entre los años 2020 y 2024 fue Vicepresidente de la Asociación de Amigos de las Brigadas Internacionales (AABI), interviniendo en charlas y conferencias sobre el tema de las Brigadas Internacionales o, en general, sobre aspectos de la guerra civil española y la guerrilla antifranquista.
Como médico del trabajo ha colaborado con varias publicaciones, especialmente con ICA MOTOR entre los años 2003 y 2010, en que tenía una página fija sobre medicina preventiva en el ámbito del automóvil. En 2010, representando a AEPSAL, participó en el grupo de debate y discusión sobre la implantación de desfibrililadores en espacios púbicos, que fundamentó muchas legislaciones autonómicas referidas al tema. Dio varias charlas y cursos sobre la Covid y sus aspectos laborales y sociales entre 2020 y 2021, incluso antes de declararse la pandemia. 
En el ámbito político mantuvo una colaboración mensual con el periódico El Distrito, de Madrid, con una columna que llevó el título genérico de Bajo un cielo sin estrellas, que se publicó entre 2005, a partir de recibir un reconocimiento por ese periódico, y el año 2019.
Otra de las áreas en las que ha publicado es el de la historia de la medicina y la historia de Vicálvaro. Destacar el artículo sobre el uso de sulfamidas en la guerra civil española, en la revista de historia de la Universidad Carlos III de Madrid. También ha participado en el libro Vicálvaro a través de las actas de su Ayuntamiento, y Historia de la Agrupación Socialista de Vicálvaro y el artículo científico Valderrivas, la cementera de Vicálvaro.